# John Stewart Bell
John Stewart Bell (28. června 1928 Belfast – 1. října 1990 Ženeva) byl severoirský fyzik, známý jako autor Bellových nerovností, důležitého konceptu v kvantové mechanice, týkajícího se teorií se skrytými parametry.

## Raný život a práce
Narodil se v Belfastu v Severním Irsku. Když mu bylo 11, rozhodl se, že bude vědcem a začal chodil na střední technickou školu v Belfastu, kterou dokončil, když mu bylo 16 let. Potom navštěvoval Queen's University Belfast, kde získal bakalářský titul z experimentální fyziky v roce 1948 a magisterský z matematické fyziky o rok později. V roce 1956 získal doktorát, tentokrát na University of Birmingham, specializoval se na jadernou fyziku a kvantovou teorii pole.
Po zisku doktorátu začal pracovat ve výzkumném centru pro atomovou energii blízko Harwellu u Oxfordu. Po několika letech se přesunul do švýcarské Ženevy, kde začal pracovat pro Evropskou organizaci pro jaderný výzkum. Jeho činností v Ženevě byla teoretická fyzika částic a design urychlovačů, ale začal se zde zajímat i o základy kvantové teorie.
Byl zastáncem teorie vlny pilota, kterou původně navrhl Louis de Broglie a kterou o dvacet let později nezávisle na něm znovuobjevil a korektně zformuloval David Bohm včetně uspokojivého řešení tzv. problému měření v kvantové mechanice. Proto je občas nazývána Bohmova mechanika.

## Bellovy nerovnosti
V roce 1964 po roční dovolené, kterou strávil na Stanfordově univerzitě v Kalifornii, napsal článek o EPR paradoxu v němž odvodil slavné Bellovy nerovnosti.
Motivací pro odvození Bellových nerovností byly kontra-intuitivní předpovědi vlastností provázaných (entagled) prostorově separovaných kvantových systémů plynoucí ze základního formalismu kvantové mechaniky. Bell při odvození svých nerovností uvažoval současná měření na systému dvou kvantově provázaných částic se spiny, které jsou od sebe dostatečně vzdáleny na to, aby informace o tom, v jakém směru je měřen spin na jedné z obou částic, nemohla dorazit ke druhé částici před ukončením měření jejího spinu (v nějakém obecně jiném směru). To znamená, že Bell předpokládal, že výsledek měření spinu na první částici může záviset na stavu této částice a na stavu měřícího přístroje, který měří její stav, ale už nemůže záviset na volbě toho, co bylo měřeno na druhé (provázané) částici, protože informace o tom neměla čas překonat vzdálenost mezi nimi. A kvantová mechanika předpovídala, že existují provázané stavy prostorově vzájemně vzdálených částic a taková natočení měřících přístrojů, že odpovídající měření poruší tyto Bellovy nerovnosti. Následné velmi sofistikované a náročné experimenty prokázaly platnost kvantové mechaniky i v této oblasti a tudíž i porušení Bellových nerovností. Podstatné je rovněž to, že experimenty nejenže prokázaly porušení Bellových nerovností, ale rovněž prokázaly kvantitativní shodu s předpověďmi kvantové mechaniky.
Někteří fyzikové interpretují neplatnost Bellových nerovností tak, že příroda je na úrovni mikrosvěta nelokální. Jinými slovy, jsou přesvědčeni, že informace se v mikrosvětě mohou šířit nekonečnou rychlostí a v omezení daném kvantovou mechanikou a relativitou současnosti i do minulosti. Pravděpodobnostní povaha výsledků experimentů nám však neumožňuje využít této vlastnosti mikrosvěta k posílání informací v makrosvětě nadsvětelnou rychlostí. Neznamená to ale, že tato pozoruhodná vlastnost mikrosvěta nemá žádné praktické využití. V teoretické rovině je využívána v kvantových hrách, jako jsou CHSH-hra a GHZ-hra. V praktické rovině (na bázi CHSH) je využívána při vývoji poměrně nového typu kvantové kryptografie, jehož bezpečnost nezávisí (v určitém smyslu) na způsobu její implementace (Device Independent Quantum Cryptography) a k návrhům samotestování kryptograficky bezpečných kvantových náhodných generátorů.
Jiní fyzikové spojení s ortodoxní Kodaňskou interpretací kvantové mechaniky tvrdí, že k platnosti Bellových nerovností není žádný důvod prostě proto, že "žádný kvantový svět neexistuje" (autentický výrok Nielse Bohra a názor například i Pascuala Jordana) a tudíž, že nemá ani smysl tvrdit, že nějaké kvantové částice existují a že mají nějaké vlastnosti. Jediné, co podle nich existuje, jsou výsledky měření.
Již zmíněná Bohmova mechanika (ve své původní nehotové podobě též nazývaná teorií vlny-pilota) je ze své podstaty nelokální teorií. Změna polohy libovolné částice v ní okamžitě způsobí změny pohybů všech s ní kvantově provázaných částic. Je v plném souladu s předpověďmi kvantové mechaniky včetně zákonitostí porušení Bellových nerovností.

## Problém měření v kvantové mechanice a kritika von Neumannova důkazu o neexistenci skrytých parametrů
Bellův zájem o skryté parametry byl motivován existencí tzv. "problému měření" v kvantové mechanice. Jeho podstatou je nutnost zavést v rámci kvantové mechaniky dva odlišné typy vývoje vlnové funkce. Jeden z nich je spojitý, lineární a deterministický, druhým je náhodná nelineární skoková změna. Problém byl, jak interpretovat tuto skokovou změnu (kolaps vlnové funkce). Niels Bohr například tvrdil, že příčinou je to, že měřicí přístroje popisujeme klasicky, zatímco měřené částice kvantově. A k udržení obou typů vývoje vlnové funkce je v Bohrově pojetí nutné, aby vždy existovala hranice mezi kvantovým a klasickým světem, tedy, aby existovala část klasického světa, kterou nelze popsat kvantově. Někteří významní fyzikové (například Eugen Wigner) spojovali kolaps vlnové funkce s vědomím pozorovatele (tedy ke kolapsu vlnové funkce dojde v okamžiku, kdy si pozorovatel uvědomí, jaký byl výsledek měření).
Ortodoxní pohled na problém měření v kvantové mechanice navíc znemožňoval modelovat, co se v mikrosvětě vlastně děje. Podstata sporu o možnost existence skrytých parametrů nebyla ani tak o tom, zda je příroda na úrovni mikrosvěta deterministická, ale především o tom, zda je vůbec možné kvantové jevy modelovat obdobně jako v klasické fyzice pohyb hmotného bodu nebo vývoj elektromagnetického pole. Připomeňme v této souvislosti Bohrův výrok, že "kvantový svět neexistuje".
Když chtěl Bell důkladně prozkoumat životaschopnost de Broglieho-Bohmovy teorie, musel se vypořádat s výzvou důkazu nemožnosti existence skrytých proměnných, který předložil John von Neumann. Bell k tomuto tématu vydal publikaci nazvanou "K problematice skrytých proměnných v kvantové mechanice". Tento text napsal ještě před textem s publikací svých nerovností, avšak vzhledem k publikačnímu zpoždění vyšel článek později. Zde ukázal, že argumentace von Neumanna, tak jak je, neprokazuje nemožnost existence skrytých proměnných, jak bylo široce prezentováno, kvůli závislosti na fyzikálním pohledu, že není platná jmenovitě pro kvantovou mechaniku, že pravděpodobnost váženého průměru součtu pozorovatelných veličin se rovná součtu průměrných hodnot každé z oddělených veličin. Bell následně prohlašoval, že von Neumannův důkaz není jen falešný, ale i hloupý. Ve stejné práci Bell ukázal i to, že ani větší úsilí o takový důkaz neodstraní program skrytých proměnných. Chybu v běžném chápání von Neumannova důkazu objevila už v roce 1935 německá matematička Grete Hermannová, ale její práce zůstala neznámá.
Nicméně v roce 2010 publikoval Jeffrey Bub článek, v němž von Neumannův důkaz hájil v tom smyslu, že von Neumann dokazoval nemožnost pouze určitého typu teorií se skrytými parametry, takže v jeho důkazu není matematická chyba. Závažná chyba ale byla v tom, jak byl von Neumannův důkaz majoritou fyzikální veřejnosti po dlouhou dobu interpretován a jak veškeré poukazy na jeho omezenou platnost byly dlouho ignorovány. Po věcné stránce tak von Neumannův důkaz sehrál negativní roli tím, že blokoval hledání a studium interpretací kvantové mechaniky, které by neobsahovaly problém měření a v jejichž rámci by bylo v principu možné modelovat procesy v mikrosvětě.

## Závěry z experimentálních testů
V roce 1972 proběhl první z celé řady experimentů, které prokázaly, že Bellovy nerovnosti jsou skutečně porušeny. Bell z těchto experimentů a ze způsobu odvození svých nerovností vyvozoval, že nelokalita je v kvantové mechanice hluboce zakořeněna a bude přetrvávat v jakékoli podobě teorie. To podle Bella rovněž naznačuje, že kvantová mechanika není lokálně kauzální a nejde vložit do žádné lokálně kauzální teorie. Bell litoval, že výsledky experimentů nesouhlasily s konceptem lokálních skrytých parametrů.
Bell se nicméně zdál smířen s představou, že i budoucí experimenty budou zřejmě souhlasit s kvantovou mechanikou a budou ukazovat narušení Bellových nerovností.
Objevují se i názory, že by se ještě pořád mohlo ukázat, že nějaká teorie se skrytými parametry existuje a že musí být provedeny přesnější experimenty, které vyloučí mezery, které jsou v dřívějších experimentech. Nicméně většina fyziků je k těmto mezerám skeptická, připouští jejich existenci, ale domnívá se, že i další přesnější experimenty budou pozorovat narušení Bellových nerovností.
Bell se i dále zajímal o kvantovou mechaniku, zejména o kvantovou mechaniku bez pozorovatelů. Zůstal rovněž fascinován de Broglieho-Bohmovou teorií a kritizoval některé subjektivní aspekty Kodaňské interpretace.

## Další činnost

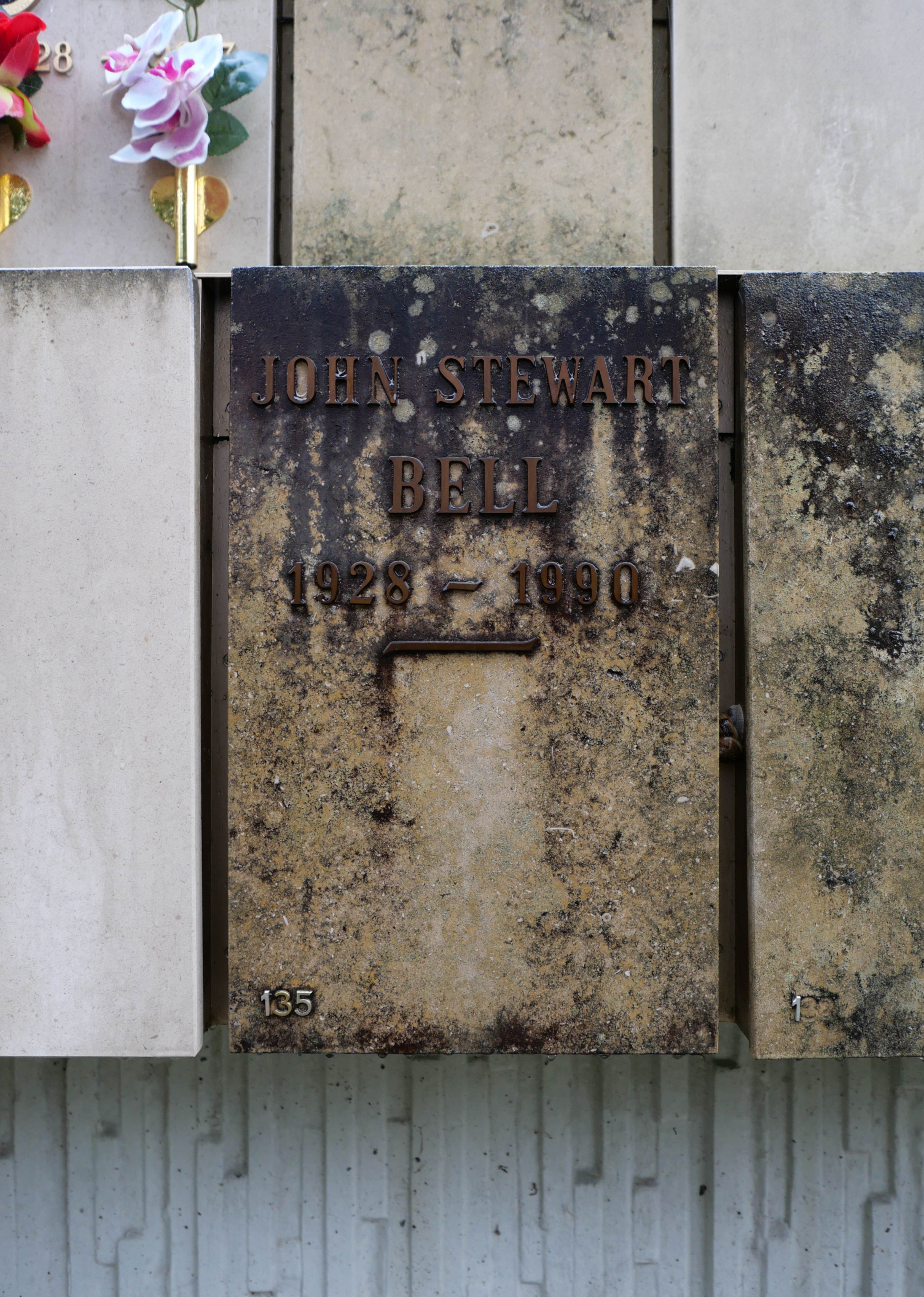
Urnový hrob v roce 2024.

Společně s několika přáteli přeložili několik knih z desetidílného kurzu teoretické fyziky od Lva Landaua a Jevgenije Lifšice, takže se toto dílo dostalo i k anglicky mluvícím čtenářům.

## Smrt
Zemřel v roce 1990 na krvácení do mozku. Jeho ostatky byly zpopelněny. Urna obsahující jeho popel byla pohřbena v kolumbáriu Cimetière de Saint-Georges v Ženevě.
V Belfastu je ulice pojmenovaná Bellova nerovnost, v Meyrinu blízko Ženevy je Bellova ulice. V roce 2008 byla založena cena Johna Stewarta Bella.

## Osobní život
Roku 1954 se oženil s Mary Ross, která byla rovněž fyzičkou, s níž se setkal při práci na urychlovači v Malvernu. Již od mládí byl Bell vegetariánem.